# Scinda cochlea
Scinda cochlea är en insektsart som först beskrevs av Delong och Ruppel 1951.  Scinda cochlea ingår i släktet Scinda och familjen dvärgstritar. Inga underarter finns listade i Catalogue of Life.